# Fetig, Vrancea
Fetig este un sat în comuna Andreiașu de Jos din județul Vrancea, Muntenia, România. Se află în partea de centrală a județului, în Subcarpații de Curbură. La recensământul din 2002 avea o populație de 86 locuitori.